# Modelo basado en agente
Un modelo basado en agentes (ABM, por sus siglas en inglés) es un tipo de modelo computacional que permite simular las acciones e interacciones de agentes autónomos (ya sean entidades individuales o colectivas, como organizaciones o grupos) dentro de un entorno y determinar los efectos que producen en el conjunto del sistema. Combina elementos de teoría de juegos, sistemas complejos, emergencia, sociología computacional, sistemas multi-agente, y programación evolutiva. Se utilizan métodos de Monte Carlo para comprender la estocasticidad de estos modelos. En particular, en ecología, los MBA se denominan modelos basados en individuos (MBI). Una revisión de la literatura reciente sobre modelos basados en individuos, modelos basados en agentes y sistemas multiagentes muestra que los MBA se utilizan en muchos ámbitos científicos, incluidos la biología, la ecología y las ciencias sociales. El modelado basado en agentes está relacionado con el concepto de sistema multiagente o simulación multiagente, pero es distinto en cuanto al objetivo: el MBA busca una explicación del comportamiento colectivo de los agentes que obedecen reglas sencillas, normalmente en sistemas naturales, más que en el diseño de agentes o la resolución de problemas prácticos o de ingeniería específicos.
Los modelos simulan las operaciones simultáneas de entidades múltiples (agentes) con el objetivo de recrear y predecir las acciones de fenómenos complejos. Es un proceso de emergencia que va desde el nivel más elemental (micro) hasta el más elevado (macro).  Los modelos basados en agentes son un tipo de modelo a microescala que simula las operaciones e interacciones simultáneas de múltiples agentes con el fin de recrear y predecir la aparición de fenómenos complejos. El proceso es de emergencia, lo que algunos expresan como «el todo es mayor que la suma de sus partes». En otras palabras, las propiedades del sistema de nivel superior emergen de las interacciones de los subsistemas de nivel inferior. Es decir, los cambios de estado a macroescala emergen de los comportamientos de los agentes a microescala. En otras palabras, los comportamientos simples (es decir, reglas seguidas por los agentes) generan comportamientos complejos (es decir, cambios de estado a nivel de todo el sistema).
Generalmente, los agentes individuales actúan según lo que perciben como sus intereses propios, como la reproducción, el beneficio económico o el estatus social, y su conocimiento es limitado. Utilizan una racionalidad limitada y heurísticas o reglas simples de toma de decisiones. Los agentes MBA pueden experimentar «aprendizaje», adaptación y reproducción.

## Componentes
Los elementos principales de un modelo basado en agentes son los siguientes: 
Agentes: Son las unidades fundamentales del modelo, que se definen por sus propiedades internas y externas, así como por sus comportamientos. Los agentes pueden exhibir distintos niveles de complejidad y su toma de decisiones puede estar basada en reglas de utilidad, lo que les permite "aprender" y adaptarse a su entorno.
Entorno: Representa el espacio donde los agentes interactúan. Este entorno puede clasificarse en dinámico, si cambia con el tiempo, o estático, si permanece constante. Además, el entorno puede considerarse como un conjunto de agentes interrelacionados que también pueden influir en el comportamiento de los agentes individuales.
Interacciones: Son las relaciones y acciones que ocurren entre los agentes, así como entre estos y su entorno. Estas interacciones pueden clasificarse en acciones directas, cuando los agentes influyen de manera explícita en otros agentes o en el entorno, o influencias indirectas, cuando las acciones de un agente afectan a otros agentes o al entorno de manera menos directa.
Observador: Es el componente con el que el usuario interactúa, permitiéndole gestionar y monitorear las acciones tanto de los agentes como del entorno. El observador puede tener un rol pasivo (solo observa) o activo (modificando las condiciones del modelo).
Schedule (Planificador temporal): Define el orden de las interacciones dentro del modelo, estableciendo la secuencia temporal de los eventos y las interacciones entre los agentes y el entorno. Además, puede especificar las posibles interacciones del observador con el sistema en determinados momentos del ciclo temporal.

## Historia
La idea del modelado basado en agentes se desarrolló como un concepto relativamente sencillo a finales de la década de 1940. No se generalizó hasta la década de 1990, ya que requiere procedimientos de cálculo intensivos.

### Primeros desarrollos
La historia del modelo basado en agentes se remonta a la máquina de Von Neumann, una máquina teórica capaz de reproducirse. El dispositivo que von Neumann propuso seguía instrucciones precisas y detalladas para fabricar una copia de sí mismo. El concepto fue desarrollado por Stanislaw Ulam, amigo de von Neumann y también matemático, quien sugirió construir la máquina sobre el papel, como una colección de celdas en una cuadrícula. La idea intrigó a von Neumann, quien la plasmó creando el primero de los dispositivos que más tarde se denominarían autómatas celulares. Otro avance fue introducido por el matemático John Conway. Construyó el conocido Juego de la Vida. A diferencia de la máquina de von Neumann, el Juego de la Vida de Conway operaba mediante reglas simples en un mundo virtual bidimensional similar a un tablero de damas.
El lenguaje de programación Simula, desarrollado a mediados de la década de 1960 y ampliamente implementado a principios de la de 1970, fue el primer marco para automatizar simulaciones de agentes paso a paso.

### Décadas de 1970 y 1980: los primeros modelos
Uno de los primeros modelos basados en agentes fue el modelo de segregación de Thomas Schelling, que se trató en su artículo "Modelos Dinámicos de Segregación" de 1971. Aunque Schelling utilizó originalmente monedas y papel milimetrado en lugar de ordenadores, sus modelos encarnaban el concepto básico de los modelos basados en agentes como entidades autónomas que interactúan en un entorno compartido con un resultado agregado y emergente observado.
A finales de la década de 1970, Paulien Hogeweg y Bruce Hesper comenzaron a experimentar con modelos individuales de ecología. Uno de sus primeros resultados fue demostrar que la estructura social de las colonias de abejorros surgía como resultado de reglas sencillas que rigen el comportamiento de las abejas individuales.Introdujeron el principio ToDo, que se refiere a la forma en que los agentes "hacen lo que hay que hacer" en un momento dado.
A principios de la década de 1980, Robert Axelrod organizó un torneo de estrategias del dilema del prisionero y las hizo interactuar de forma basada en agentes para determinar un ganador. Axelrod desarrolló muchos otros modelos basados en agentes en el campo de las ciencias políticas para examinar fenómenos desde el etnocentrismo hasta la difusión de la cultura.A finales de la década de 1980, el trabajo de Craig Reynolds sobre modelos de bandadas contribuyó al desarrollo de algunos de los primeros modelos biológicos basados en agentes que con características sociales. Intentó modelar la realidad de agentes biológicos vivos, conocidos como vida artificial, término acuñado por Christopher Langton.
El primer uso de la palabra "agente" y su acepción actual son difíciles de rastrear. Un candidato es el artículo de John Holland y John H. Miller de 1991 "Agentes adaptativos artificiales en la teoría económica", basado en una presentación anterior de una conferencia suya. Una opción más sólida y anterior es Allan Newell, quien en la primera Presidential Address de la AAAI (publicada como The Knowledge Level) habló de los agentes inteligentes como concepto.
Al mismo tiempo, durante la década de 1980, científicos sociales, matemáticos, investigadores de operaciones y otras personas de diversas disciplinas desarrollaron la Teoría Computacional y Matemática de la Organización (Computational and Mathematical Organization Theory, CMOT). Este campo surgió como un grupo de interés especial de The Institute of Management Sciences (TIMS) y su sociedad hermana, la Operations Research Society of America (ORSA).

### Década de 1990: Expansión
La década de 1990 fue especialmente notable por la expansión de los MBA dentro de las ciencias sociales. Un ejemplo destacado fue el MBA a gran escala, Sugarscape, desarrollado por Joshua M. Epstein y Robert Axtell para simular y explorar el papel de fenómenos sociales como las migraciones estacionales, la contaminación, la reproducción sexual, el combate y la transmisión de enfermedades e incluso la cultura. Otros desarrollos notables de la década de 1990 incluyen el MBA deKathleen Carley de la Universidad Carnegie Mellon, destinado a explorar la coevolución de las redes sociales y la cultura. El Instituto de Santa Fe (Santa Fe Institute, SFI) fue importante para fomentar el desarrollo de la plataforma de modelado MBA Swarm bajo el liderazgo de Christopher Langton. La investigación llevada a cabo a través del SFI permitió la expansión de las técnicas MBA a una serie de campos, incluyendo el estudio de la dinámica social y espacial de las sociedades humanas a pequeña escala y de los primates. Durante esta década de 1990, Nigel Gilbert publicó el primer libro de texto sobre simulación social: Simulation for the social scientist (1999) y fundó una revista desde la perspectiva de las ciencias sociales: el Journal of Artificial Societies and Social Simulation (JASSS). Además de JASSS, la revista SpringerOpen Complex Adaptive Systems Modeling (CASM)abarca modelos basados en agentes de cualquier disciplina.
A mediados de la década de 1990, el enfoque de las ciencias sociales del MBA comenzó a centrarse en cuestiones como el la eficacia de los equipos, la comunicación necesaria para la eficacia organizativa y el comportamiento de las redes sociales. CMOT —más tarde rebautizado como Análisis Computacional de Sistemas Sociales y Organizativos (Computational Analysis of Social and Organizational Systems, CASOS)— fue incorporando cada vez más el modelado basado en agentes. Samuelson (2000) ofrece una visión general de la historia temprana, y Samuelson (2005) y Samuelson y Macal (2006) analizan los desarrollos más recientes.
A finales de la década de 1990, la fusión de TIMS y ORSA para formar INFORMS, y el paso de INFORMS de dos a una reunión anual, ayudó a impulsar al grupo CMOT a formar una sociedad separada, la North American Association for Computational Social and Organizational Sciences (NAACSOS). Kathleen Carley fue una importante contribuyente, especialmente en lo referente a los modelos de redes sociales, y obtuvo financiación de la National Science Foundation para la conferencia anual además de servir como la primera Presidenta de NAACSOS. Le sucedieron David Sallach de la Universidad de Chicago y el Laboratorio Nacional Argonne, y luego Michael Prietula de la Universidad Emory. Aproximadamente al mismo tiempo que se creó NAACSOS, se organizaron la European Social Simulation Association (ESSA) y la Pacific Asian Association for Agent-Based Approach in Social Systems Science (PAAA), asociaciones homólogas de NAACSOS. En 2013, estas tres organizaciones colaboran a nivel internacional. El Primer Congreso Mundial sobre Simulación Social se celebró bajo su patrocinio conjunto en Kioto en agosto de 2006. y el Segundo Congreso Mundial se celebró en las afueras de Washington D. C., en julio de 2008, con la Universidad George Mason asumiendo el papel principal en la organización local. 

### Década de 2000
Más recientemente, Ron Sun desarrolló métodos para basar la simulación basada en agentes en modelos de cognición humana, conocida como simulación social cognitiva. Bill McKelvey, Suzanne Lohmann, Dario Nardi, Dwight Read y otros en UCLA también han hecho contribuciones significativas en el comportamiento organizacional y la toma de decisiones. Desde 1991, UCLA organiza un simposio en Lake Arrowhead, California, que se ha convertido en otro importante punto de encuentro para los profesionales de este campo.

### 2020 y posteriores
Tras la llegada de los grandes modelos lingüísticos, los investigadores empezaron a aplicar modelos lingüísticos interactivos al modelado basado en agentes. En un artículo muy citado, se emplearon modelos lingüísticos agentivos en un entorno de simulación para realizar actividades como planificar fiestas de cumpleaños y celebrar elecciones.

## Teoría
La mayor parte de la investigación sobre modelos computacionales describe los sistemas en estado estacionario o como movimiento entre estados de equilibrio. Sin embargo, el modelado basado en agentes, utilizando reglas simples, puede dar lugar a diferentes tipos de comportamiento complejo e interesante. Las tres ideas centrales de los modelos basados en agentes son los agentes como objetos, la emergencia y la complejidad.
Los modelos basados en agentes constan de agentes dinámicos basados en reglas que interactúan entre sí. Los sistemas en que interactúan pueden crear una complejidad similar a la del mundo real. Normalmente los agentes están situados en el espacio y el tiempo y residen en redes o en barrios reticulares. La ubicación de los agentes y su comportamiento de respuesta están codificados de forma algorítmica en programas informáticos. En algunos casos, aunque no siempre, los agentes pueden considerarse inteligentes y con propósito. En los MBA ecológicos (a menudo denominados "modelos basados en individuos" en ecología), los agentes pueden ser, por ejemplo, árboles en un bosque, y no se les consideraría inteligentes, aunque sí "con propósito" en el sentido de optimizar el acceso a un recurso (como el agua). El proceso de modelado es más bien inductivo. El modelizador hace los supuestos que considera más relevantes para la situación dada y luego observa los fenómenos que surgen de las interacciones de los agentes. En ocasiones, el resultado es un equilibrio. Otras veces es un patrón emergente. Sin embargo, a veces es una maraña ininteligible.
En cierto modo, los modelos basados en agentes complementan los métodos analíticos tradicionales. Mientras que los métodos analíticos permiten a los humanos caracterizar los equilibrios de un sistema, los modelos basados en agentes permiten generar esos equilibrios. Esta contribución generativa es el beneficio potencial más común del modelado basado en agentes. Los modelos basados en agentes pueden explicar la emergencia de patrones de orden superior: estructuras de red de organizaciones terroristas e Internet, distribuciones de la ley de potencia en los tamaños de los atascos de tráfico, guerras y caídas del mercado de valores, y segregación social que persiste a pesar de las poblaciones tolerantes. Los modelos basados en agentes también pueden utilizarse para identificar puntos de apalancamiento, definidos como momentos en el tiempo en los que las intervenciones tienen consecuencias extremas, y para distinguir entre tipos de dependencia de la trayectoria.
En lugar de centrarse en estados estables, muchos modelos consideran la robustez de un sistema: las formas en que los sistemas complejos se adaptan a las presiones internas y externas para mantener sus funcionalidades. La tarea de aprovechar esa complejidad requiere tener en cuenta a los propios agentes: su diversidad, conectividad y nivel de interacciones.

### Marco de trabajo
Trabajos recientes sobre modelado y simulación de sistemas adaptativos complejos han demostrado la necesidad de combinar modelos basados en agentes y en redes complejas. describen un marco de trabajo que consta de cuatro niveles para el desarrollo de modelos de sistemas adaptativos complejos descritos mediante varios estudios de caso multidisciplinares.
El segundo es el nivel de modelado de redes complejas, en el que se desarrollan modelos utilizando datos de interacción de varios componentes del sistema. Nivel de Modelado Exploratorio Basado en Agentes para desarrollar modelos basados en agentes y evaluar la viabilidad de futuras investigaciones. Esto puede ser útil, por ejemplo, para desarrollar modelos de prueba de concepto o para solicitar financiación sin necesidad de una curva de aprendizaje extensa para los investigadores. Modelado descriptivo basado en agentes (DREAM) para desarrollar descripciones de modelos basados en agentes mediante el uso de plantillas y modelos basados en redes complejas. La construcción de modelos DREAM permite comparar modelos entre disciplinas científicas. Modelado validado basado en agentes utilizando el sistema multiagente de superposición virtual (VOMAS) para el desarrollo de modelos verificados y validados formalmente. Otros métodos para describir modelos basados en agentes incluyen plantillas de código  y métodos basados en texto como el protocolo ODD (Resumen general, Conceptos de diseño y Detalles de diseño).
El papel del entorno donde viven los agentes, tanto macro como micro, también se está convirtiendo en un factor importante en el trabajo de modelado y simulación basado en agentes. Un entorno sencillo permite agentes sencillos, pero un entorno complejo genera diversidad de comportamiento.

### Modelado multi-escala
Una de las principales ventajas del modelado basado en agentes es su capacidad para mediar en el flujo de información entre escalas. Cuando se necesitan más detalles sobre un agente, un investigador puede integrarlos en modelos que los describan. Si se está interesado en los comportamientos emergentes que demuestra la población de agentes, se puede combinar el modelo de agentes con un modelo continuo que describa la dinámica de la población. Por ejemplo, en un estudio sobre las células T CD4+ (un tipo de célula clave en el sistema inmunitario adaptativo),   los investigadores modelizaron los fenómenos biológicos que se producen a diferentes escalas espaciales (intracelular, celular y sistémica), temporales y organizativas (transducción de señales, regulación génica, metabolismo, comportamientos celulares y transporte de citoquinas). En el modelo modular resultante, la transducción de señales y la regulación génica se describen mediante un modelo lógico, el metabolismo mediante modelos basados en restricciones, la dinámica de la población celular se describe mediante un modelo basado en agentes y las concentraciones sistémicas de citoquinas mediante ecuaciones diferenciales ordinarias. En este modelo multiescala, el modelo basado en agentes ocupa el lugar central y orquesta cada flujo de información entre escalas.

## Aplicaciones

### En biología
El modelado basado en agentes se ha utilizado ampliamente en biología, incluyendo el análisis de la propagación de epidemias, y la amenaza de la guerra biológica, aplicaciones biológicas incluyendo la dinámica de poblaciones, la expresión génica estocástica, interacciones planta-animal, ecología de la vegetación, ecología migratoria, diversidad del paisaje, sociobiología, el crecimiento y declive de civilizaciones antiguas, evolución del comportamiento etnocéntrico, desplazamiento forzado/migración, dinámica de elección de idioma, modelado cognitivo, y aplicaciones biomédicas incluyendo modelado 3D de la formación/morfogénesis del tejido mamario, los efectos de la radiación ionizante en la dinámica de la subpoblación de células madre mamarias, inflamación,

y el sistema inmunitario humano, y la evolución de los comportamientos de forrajeo. Los modelos basados en agentes también se han utilizado para desarrollar sistemas de apoyo a la toma de decisiones como para el cáncer de mama. Los modelos basados en agentes se utilizan cada vez más para modelar sistemas farmacológicos en la fase inicial y en la investigación preclínica para ayudar en el desarrollo de fármacos y obtener conocimientos sobre sistemas biológicos que no serían posibles a priori. También se han evaluado aplicaciones militares. Además, los modelos basados en agentes se han empleado recientemente para estudiar sistemas biológicos a nivel molecular. Los modelos basados en agentes también se han escrito para describir procesos ecológicos que actúan en sistemas antiguos, como los de los entornos de dinosaurios y otros sistemas antiguos más recientes.

### En epidemiología
Los modelos basados en agentes complementan ahora los modelos compartimentales tradicionales, que son el tipo de modelos epidemiológicos más habitual. Se ha demostrado que los MBA son superiores a los modelos compartimentales en cuanto a la precisión de las predicciones. Recientemente, MBA como CovidSim del epidemiólogo Neil Ferguson, se han utilizado para informar las intervenciones de salud pública (no farmacológicas) contra la propagación del SARS-CoV-2. Los MBA epidemiológicos han sido criticados por simplificar y utilizar supuestos poco realistas. Aún así, pueden ser útiles para informar las decisiones relativas a las medidas de mitigación y supresión en los casos en que los MBA estén calibrados con precisión. Los MBA para tales simulaciones se basan principalmente en poblaciones sintéticas, ya que los datos de la población real no siempre están disponibles.
| Programa        | Año  | Citación      | Descripción |
| --------------- | ---- | ------------- | --- |
| Covasim         | 2021 | [ 68 ]        | Modelo SEIR implementado en Python con énfasis en las características para estudiar los efectos de las intervenciones.                                                         |
| OpenABM-Covid19 | 2021 | [ 69 ]        | Modelo epidémico de la propagación de COVID-19, simulando a cada individuo de una población con interfaces tanto en R como en Python, pero utilizando C para cálculos pesados. |
| OpenCOVID       | 2021 | [ 70 ] [ 71 ] | Un modelo de transmisión individual de la infección por SARS-CoV-2 y la dinámica de la enfermedad COVID-19, desarrollado en el Instituto Tropical y de Salud Pública Suizo.    |

### En negocios, tecnología y teoría de redes
Los modelos basados en agentes se han utilizado desde mediados de la década de 1990 para resolver diversos problemas empresariales y tecnológicos. Algunos ejemplos de aplicaciones son el marketing, el comportamiento organizacional y la cognición, el trabajo en equipo, optimización de la cadena de suministro y la logística, el modelado del comportamiento del consumidor, incluyendo el boca a boca, los efectos de las redes sociales, la computación distribuida, la gestión de la fuerza laboral y la gestión de carteras. También se han utilizado para analizar la congestión de tráfico.
Recientemente, el modelado y la simulación basados en agentes se han aplicado a diversos ámbitos, como el estudio del impacto de los foros de publicación de los investigadores en el ámbito de la informática (revistas frente a conferencias). Además, los MBA se han utilizado para simular la entrega de información en entornos de asistencia ambiental. Un artículo de noviembre de 2016 en arXiv analizaba una simulación basada en agentes de la difusión de publicaciones en Facebook. En el ámbito de las redes de igual a igual, ad hoc y otras redes autoorganizadas y complejas, se ha demostrado la utilidad del modelado y la simulación basados en agentes. Recientemente se ha demostrado el uso de un marco de especificación formal basado en la informática, junto con redes de sensores inalámbricos y una simulación basada en agentes.
La búsqueda o el algoritmo evolutivo basado en agentes es un nuevo tema de investigación para resolver problemas complejos de optimización.

### En la ciencia en equipo
En el ámbito de la ciencia en equipo, el modelado basado en agentes se ha utilizado para evaluar los efectos de las características y sesgos de los miembros del equipo en el rendimiento del equipo en diversos entornos. Mediante la simulación de las interacciones entre agentes —cada uno de los cuales representa a los miembros individuales del equipo con rasgos y sesgos distintos— este enfoque de modelado permite a los investigadores explorar cómo estos factores influyen colectivamente en la dinámica y los resultados del rendimiento del equipo. En consecuencia, el modelado basado en agentes proporciona una comprensión matizada de la ciencia en equipo, facilitando una exploración más profunda de las sutilezas y variabilidades inherentes a las colaboraciones basadas en equipos.

### En economía y ciencias sociales
Antes de la crisis financiera de 2008 y tras ella, ha crecido el interés por los MBA como posibles herramientas para el análisis económico. Los MBA no asumen que la economía pueda alcanzar el equilibrio y los "agentes representativos" se sustituyen por agentes con comportamiento diverso, dinámico e interdependiente, incluido el comportamiento de pastoreo. Los MBA adoptan un "enfoque ascendente" y pueden generar economías simuladas extremadamente complejas y volátiles. Los MBA pueden representar sistemas inestables con caídas y auges que se desarrollan a partir de respuestas no lineales (desproporcionadas) a cambios proporcionalmente pequeños. Un artículo de julio de 2010 en The Economist examinó los MBA como alternativas a los modelos de EGDE. La revista Nature también fomentó el modelado basado en agentes con un editorial que sugería que los MBA pueden hacer un mejor trabajo representando los mercados financieros y otras complejidades económicas que los modelos estándar junto con un ensayo de J. Doyne Farmer y Duncan Foley que argumentaba que los MBA podían satisfacer tanto los deseos de Keynes de representar una economía compleja como los de Robert Lucas de construir modelos basados en microfundamentos. Farmer y Foley señalaron los progresos que se han hecho utilizando los MBA para modelar partes de una economía, pero abogaron por la creación de un modelo muy grande que incorpore modelos de bajo nivel. Simulando un sistema complejo de analistas financieros basado en tres perfiles de comportamiento distintos —imitador, antiimitador e indiferente— se simularon los mercados financieros con gran precisión. Los resultados mostraron una correlación entre la morfología de la red y el índice bursátil. Sin embargo, el enfoque MBA ha sido criticado por su falta de robustez entre modelos, donde modelos similares pueden dar resultados muy diferentes.
Los MBA se han desplegado en la arquitectura y la planificación urbana para evaluar el diseño y simular el flujo de peatones en el entorno urbano y el examen de las aplicaciones de políticas públicas al uso del suelo. También existe un creciente campo de análisis socioeconómico del impacto de la inversión en infraestructuras utilizando la capacidad de los MBA para discernir los impactos sistémicos en una red socioeconómica. La heterogeneidad y la dinámica pueden integrarse fácilmente en los modelos MBA para abordar la desigualdad de riqueza y la movilidad social.
Los MBA también se han propuesto como herramientas educativas aplicadas para diplomáticos en el campo de las relaciones internacionales y para que los responsables políticos nacionales e internacionales mejoren su evaluación de las políticas públicas.

### En la gestión del agua
Los MBA también se han aplicado en la planificación y gestión de los recursos hídricos, en particular para explorar, simular y predecir el rendimiento del diseño de infraestructuras y las decisiones políticas, y para evaluar el valor de la cooperación y el intercambio de información en grandes sistemas de recursos hídricos.

### MBA Organizacional: Simulación dirigida por agentes
La metáfora de la simulación dirigida por agentes (Agent-directed simulation, ADS) distingue entre dos categorías, a saber, "Sistemas para agentes" y "Agentes para sistemas". Los sistemas para agentes (a veces denominados sistemas de agentes) son sistemas que implementan agentes para su uso en ingeniería, dinámica humana y dinámica social, aplicaciones militares y otras. Los sistemas de agentes para sistemas se dividen en dos subcategorías. Los sistemas soportados por agentes se ocupan del uso de agentes como una facilidad de apoyo para permitir la asistencia informática en la resolución de problemas o la mejora de las capacidades cognitivas. Los sistemas basados en agentes se centran en el uso de agentes para la generación de comportamiento del modelo en una evaluación del sistema (estudios y análisis del sistema).

### Coches autónomos
Hallerbach et al. analizaron la aplicación de enfoques basados en agentes para el desarrollo y la validación de sistemas de conducción automatizada a través de un gemelo digital del vehículo probado y la simulación del tráfico microscópico basada en agentes independientes. Waymo ha creado un entorno de simulación multiagente Carcraft para probar algoritmos para coches autónomos. Simula las interacciones del tráfico entre conductores humanos, peatones y vehículos automatizados. El comportamiento de las personas es imitado por agentes artificiales basados en datos del comportamiento humano real. La idea básica de utilizar el modelado basado en agentes para entender los coches autónomos se discutió ya en 2003.

## Implementación
Muchos marcos de MBA están diseñados para arquitecturas informáticas serie von Neumann, lo que limita la velocidad y la escalabilidad de los modelos implementados. Dado que el comportamiento emergente en los MBA a gran escala depende del tamaño de la población, las restricciones de escalabilidad pueden dificultar la validación del modelo. Estas limitaciones se han abordado principalmente mediante la computación distribuida, con marcos de trabajo como Repast HPC dedicados específicamente a este tipo de implementaciones. Si bien estos enfoques se adaptan bien a las arquitecturas de clústeres y superordenadores, las cuestiones relacionadas con la comunicación y la sincronización, así como la complejidad del despliegue, siguen siendo posibles obstáculos para su adopción generalizada.
Un desarrollo reciente es el uso de algoritmos paralelos de datos en unidades de procesamiento gráfico GPU para la simulación de MBA. El extremo ancho de banda de memoria combinado con la enorme potencia de cálculo de las GPU de multiprocesadores ha permitido la simulación de millones de agentes a decenas de fotogramas por segundo.

### Integración con otras formas de modelado
Dado que el Modelado Basado en Agentes es más un marco de modelado que una pieza de software o plataforma en particular, a menudo se ha utilizado junto con otras formas de modelado. Por ejemplo, los modelos basados en agentes también se han combinado con Sistemas de Información Geográfica (SIG). Esto proporciona una combinación útil en la que el MBA sirve como modelo de proceso y el sistema SIG puede proporcionar un modelo de patrón. Del mismo modo, las herramientas de Análisis de redes sociales (ARS) y los modelos basados en agentes a veces se integran, donde el MBA se utiliza para simular la dinámica en la red, mientras que la herramienta ARS modela y analiza la red de interacciones. Herramientas como GAMA proporcionan una forma natural de integrar la dinámica de sistemas y el SIG con el MBA.

## Verificación y validación
La verificación y validación (V&V) de los modelos de simulación es sumamente importante. La verificación consiste en asegurarse de que el modelo implementado coincide con el modelo conceptual, mientras que la validación garantiza que el modelo implementado guarda alguna relación con el mundo real. La validación facial, el análisis de sensibilidad, la calibración y la validación estadística son diferentes aspectos de la validación. Se ha propuesto un enfoque de marco de simulación de eventos discretos para la validación de sistemas basados en agentes. Aquí se puede encontrar un recurso completo sobre la validación empírica de modelos basados en agentes.
Como ejemplo de técnica de V&V, considérese VOMAS (virtual overlay multi-agent system, sistema multiagente de superposición virtual), un enfoque basado en la ingeniería de software, en el que se desarrolla un sistema multiagente de superposición virtual junto con el modelo basado en agentes. Muazi et al. también proporcionan un ejemplo del uso de VOMAS para la verificación y validación de un modelo de simulación de incendios forestales. Otro método de ingeniería de software, es decir, el Desarrollo Dirigido por Pruebas, se ha adaptado para la validación de modelos basados en agentes. Este enfoque tiene otra ventaja que permite una validación automática mediante herramientas de prueba unitaria.

### General
- Barnes, D.J.; Chu, D. (2010). Introduction to Modelling for Biosciences (chapter 2 & 3). Springer Verlag. ISBN 978-1-84996-325-1. Archivado desde el original el 30 de diciembre de 2010. Consultado el 20 de septiembre de 2010.

- Carley, Kathleen M.. «Smart Agents and Organizations of the Future».  En Lievrouw, Leah; Livingstone, Sonia, eds. Handbook of New Media. Thousand Oaks, CA: Sage. pp. 206-220. Archivado desde el original|urlarchivo= requiere |url= (ayuda) el 11 de junio de 2007. Consultado el 17 de febrero de 2008.

- Farmer, J. Doyne; Foley, Duncan (6 de agosto de 2009). «The economy needs agent-based modelling». Nature 460 (7256): 685-686. Bibcode:2009Natur.460..685F. PMID 19661896. S2CID 37676798. doi:10.1038/460685a. Archivado desde el original el 25 de julio de 2020. Consultado el 28 de junio de 2019.

- Gilbert, Nigel; Troitzsch, Klaus (2005). Simulation for the Social Scientist (2 edición). Open University Press. ISBN 978-0-335-21600-0. first edition, 1999.

- Gilbert, Nigel (2008). Agent-based Models. SAGE. ISBN 9781412949644.

- Helbing, Dirk; Balietti, Stefano. «Agent-Based Modeling».  En Helbing, Dirk, ed. Social Self-Organization: 25-70.

- Holland, John H. (1992). «Genetic Algorithms». Scientific American 267 (1): 66-72. Bibcode:1992SciAm.267a..66H. doi:10.1038/scientificamerican0792-66.

- Holland, John H. (1 de septiembre de 1996). Hidden Order: How Adaptation Builds Complexity (1 edición). Reading, Mass.: Addison-Wesley. ISBN 978-0-201-44230-4.

- Miller, John H.; Page, Scott E. (5 de marzo de 2007). Complex Adaptive Systems: An Introduction to Computational Models of Social Life. Princeton, NJ: Princeton University Press. ISBN 978-0-691-12702-6.

- Murthy, V. K.; Krishnamurthy, E. V. (2009). «Multiset of Agents in a Network for Simulation of Complex Systems». Recent Advances in Nonlinear Dynamics and Synchronization. Studies in Computational Intelligence 254. pp. 153-200. ISBN 978-3-642-04226-3. doi:10.1007/978-3-642-04227-0_6.

- Naldi, G.; Pareschi, L.; Toscani, G. (2010). Mathematical modeling of collective behavior in socio-economic and life sciences. Birkhauser. ISBN 978-0-8176-4945-6. Archivado desde el original el 1 de septiembre de 2012. Consultado el 28 de agosto de 2017.

- Onggo, B.S.; Karatas, M. (2016). «Test-driven simulation modelling: A case study using agent-based maritime search-operation simulation.». European Journal of Operational Research 254 (2): 517-531. doi:10.1016/j.ejor.2016.03.050. Archivado desde el original el 30 de junio de 2020.

- O'Sullivan, D.; Haklay, M. (2000). «Agent-based models and individualism: Is the world agent-based?». Environment and Planning A (Submitted manuscript) 32 (8): 1409-1425. Bibcode:2000EnPlA..32.1409O. S2CID 14131066. doi:10.1068/a32140. Archivado desde el original el 4 de febrero de 2023. Consultado el 28 de octubre de 2018.

- Preis, T.; Golke, S.; Paul, W.; Schneider, J. J. (2006). «Multi-agent-based Order Book Model of financial markets». Europhysics Letters (EPL) 75 (3): 510-516. Bibcode:2006EL.....75..510P. S2CID 56156905. doi:10.1209/epl/i2006-10139-0.

- Rudomín, I.; Millán, E.; Hernández, B. N. (November 2005). «Fragment shaders for agent animation using finite state machines». Simulation Modelling Practice and Theory 13 (8): 741-751. doi:10.1016/j.simpat.2005.08.008.

- Salamon, Tomas (2011). Design of Agent-Based Models : Developing Computer Simulations for a Better Understanding of Social Processes. Bruckner Publishing. ISBN 978-80-904661-1-1. Archivado desde el original el 17 de marzo de 2012. Consultado el 22 de octubre de 2011.

- Sallach, David; Macal, Charles (2001). «The simulation of social agents: an introduction». Social Science Computer Review 19 (33): 245-248. S2CID 219971440. doi:10.1177/089443930101900301.

- Shoham, Yoav; Leyton-Brown, Kevin (2009). Multiagent Systems: Algorithmic, Game-Theoretic, and Logical Foundations. Cambridge University Press. p. 504. ISBN 978-0-521-89943-7. Archivado desde el original el 1 de mayo de 2011. Consultado el 25 de febrero de 2009.

- Vidal, Jose (2010). «Fundamentals of Multiagent Systems Using NetLogo». Archivado desde el original el 31 de marzo de 2020. Consultado el 31 de mayo de 2020. Available online.

- Wilensky, Uri; Rand, William (2015). An Introduction to Agent-Based Modeling: Modeling Natural, Social, and Engineered Complex Systems with NetLogo. MIT Press. ISBN 978-0-2627-3189-8. Archivado desde el original el 8 de junio de 2020. Consultado el 3 de mayo de 2020.

- Sabzian, Hossein; Shafia, Mohammad Ali (2018). «A review of agent-based modeling (ABM) concepts and some of its main applications in management science». Iranian Journal of Management Studies 11 (4): 659-692. Archivado desde el original el 24 de abril de 2021. Consultado el 7 de abril de 2021.

### Artículos/información general
- Modelos basados en agentes de redes sociales, applets de java.

- Guía en línea para recién llegados al modelado basado en agentes en las ciencias sociales

- Introducción al modelado y la simulación basados en agentes. Laboratorio Nacional Argonne, 29 de noviembre de 2006.

- Modelos basados en agentes en Ecología – Uso de modelos informáticos como herramientas teóricas para analizar sistemas ecológicos complejos

- Preguntas frecuentes sobre modelado basado en agentes de la Red para modelado computacional en ciencias sociales y ecológicas

- Sistemas de información multiagente – Artículo sobre la convergencia de SOA, BPM y la tecnología multiagente en el ámbito de los sistemas de información empresarial. José Manuel Gómez Álvarez, Inteligencia Artificial, Universidad Politécnica de Madrid – 2006

- Marco de Vida Artificial

- Artículo que proporciona metodología para trasladar comportamientos humanos del mundo real a un modelo de simulación en el que se representan los comportamientos de los agentes

- Recursos de Modelado Basado en Agentes, un centro de información para modeladores, métodos y filosofía para el modelado basado en agentes

- Un modelo basado en agentes del Flash Crash del 6 de mayo de 2010, con implicaciones políticas, Tommi A. Vuorenmaa (Valo Research and Trading), Liang Wang (Universidad de Helsinki - Departamento de Informática), octubre de 2013

### Modelos de simulación
- Modelo de sistema de programación de reuniones multiagente de Qasim Siddique

- Simulación de mercado multifirma de Valentino Piana

- Datos: Q392811
- Multimedia: Agent-based modeling / Q392811